# Титль, Антонин Эмиль
Антонин Эмиль Титль (нем. Anton Emil Titl; 2 октября 1809, Пернштейн (ныне Недведице, Чехия) — 21 января 1882, Вена, Австро-Венгрия) — австрийский композитор, дирижёр, военный капельмейстер, музыкант.

## Биография
Родился в семье бургграфа графа Вильгельма Митровского. После ранней смерти отца граф отправил его учиться на педагога. Позже переехал в Брно, где продолжил обучение, но предпочитал посещать музыкальный класс Готфрида Ригера; также играл в оркестре городского театра.
В 1835 году был назначен капельмейстером военного оркестра в Праге. Был капельмейстером в Театре в Йозефштадте и венском Бургтеатре. Сочинял музыку к спектаклям, ставившимся там, написал музыкальное сопровождение и около 50 увертюр.
Создал музыку к трилогии пьес Франца Грильпарцера «Das goldene Vlies».